# Herbert Haupt
Herbert Haupt (ur. 28 września 1947 w Seeboden) – austriacki polityk, weterynarz i samorządowiec, parlamentarzysta, minister w rządach Wolfganga Schüssela, w 2003 wicekanclerz, od 2002 do 2004 przewodniczący Wolnościowej Partii Austrii (FPÖ).

## Życiorys
Z wykształcenia lekarz weterynarii, magisterium uzyskał w 1975 w Tierärztliche Hochschule w Wiedniu. Od 1975 do 1994 pracował jako inspektor w Spittal an der Drau, jednocześnie zajął się prowadzeniem prywatnej praktyki weterynaryjnej w tym mieście.
Zaangażował się w działalność polityczną w ramach Wolnościowej Partii Austrii. Między 1980 a 2000 zasiadał w radzie miejskiej Spittal an der Drau, od 1997 do 2000 pełnił funkcję wiceburmistrza. W 1978 został przewodniczącym partii w powiecie, a w latach 1995–1997 był jej sekretarzem generalnym w Karyntii. W 1986 wybrany do Rady Narodowej XVII kadencji. W niższej izbie austriackiego parlamentu, z przerwami w okresie wykonywania funkcji ministerialnych, zasiadał przez sześć kadencji do 2006. Od listopada 1994 do stycznia 1996 zajmował stanowisko jednego z wiceprzewodniczących (trzeciego przewodniczącego) tej izby.
W 2002 został wiceprzewodniczącym FPÖ. W tym samym roku objął funkcję przewodniczącego partii, wykonując ją do 2004, gdy zastąpiła go Ursula Haubner. W październiku 2000 w koalicyjnym rządzie z ludowcami został ministrem polityki społecznej. W maju 2003 przeszedł na stanowisko ministra polityki społecznej i konsumentów, które zajmował do stycznia 2005. Od lutego do października 2003 wykonywał równocześnie obowiązki wicekanclerza Austrii.
W 2005 przeszedł do założonego przez Jörga Haidera Sojuszu na rzecz Przyszłości Austrii. W latach 2006–2009 sprawował urząd rzecznika niepełnosprawnych (Behindertenanwalt). Od 2009 ponownie był wiceburmistrzem w Spittal an der Drau.
Odznaczony Wielką Złotą z Gwiazdą oraz Wielką Złotą na Wstędze Odznaką Honorową za Zasługi dla Republiki Austrii.